# 伊索拉维琴蒂纳
伊索拉维琴蒂纳（義大利語：Isola Vicentina），是意大利威尼托大区维琴察省的一个市镇。总面积26.45平方公里，人口9319人，人口密度352.3人/平方公里（2009年）。国家统计（ISTAT）代码为024048。

## 友好城市
- 德国Mühlhausen, Upper Palatinate（英语：Mühlhausen, Upper Palatinate） 1998年
- 巴西马劳 2012年